# Internationales Lyrikfestival W:ORTE
W:ORTE ist ein internationales Lyrikfestival mit Sitz in Innsbruck, das seit 2015 jährlich stattfindet. Es wurde von Robert Renk initiiert und hat sich von einem lokalen poetischen Wochenende zu einem mehr als einwöchigen Festival mit Veranstaltungen in Tirol, Südtirol, Wien und Vorarlberg entwickelt. Das Festival bietet ein vielfältiges Programm rund um zeitgenössische Lyrik in Form von Lesungen, Gesprächen, Performances und musikalischen Kooperationen – unter anderem mit einem eigenen Kammerorchester. Veranstaltet wird W:ORTE von den Vereinen 8ung Kultur und Literaturhaus am Inn. Es gilt als das erste vereins- und stadtübergreifende Lyrikfestival Österreichs.

## Geschichte
Das Lyrikfestival W:ORTE wurde 2015 als Innsbrucker Lyrikfestival ins Leben gerufen. Ziel war es von Anfang an, Poesie in unterschiedlichen Formen und Formaten einem breiteren Publikum zugänglich zu machen. In den folgenden Jahren entwickelte sich das Festival kontinuierlich weiter und wuchs über die Grenzen Innsbrucks hinaus.
Innerhalb von zehn Jahren nach seiner Gründung wurde W:ORTE zu einem internationalen Lyrikfestival mit Veranstaltungen nicht nur in Tirol, sondern auch in Südtirol, Wien und Vorarlberg erweitert. Aus dem ursprünglichen Wochenendformat wurde ein fast zweiwöchiges Festival mit vielfältigem Programm.
Die Idee zum Festival stammt von Robert Renk als Schwesterfestival zum Innsbrucker Prosafestival. Organisiert und kuratiert wird das Festival von Siljarosa Schletterer, Robert Renk und Gabi Wild. Das internationale Lyrikfestival W:ORTE ist eine Veranstaltung der Vereine 8ung Kultur und Literaturhaus am Inn, die das Festival gemeinsam mit einigen Kooperationspartnern realisieren.
Es ist das erste vereins- und stadtübergreifende Lyrikfestival Österreichs und zudem das einzige Literaturfestival mit eigenem Kammerorchester. Jedes Jahr haben circa 50 Künstler ihren Auftritt.
Zum zehnjährigen Bestehen im Jahr 2025 steht das Festival unter dem Motto #poesieaberwie und feiert dieses Jubiläum mit einem internationalen Programm. Dabei bleibt W:ORTE seinem Anspruch treu, Poesie in all ihren Facetten erlebbar zu machen – in Lesungen, Gesprächen, Performances und musikalischen Formaten, unter anderem in Zusammenarbeit mit einem Kammerorchester.
Das Festival versteht sich als Plattform für den poetischen Austausch über Sprach- und Landesgrenzen hinweg und bringt jährlich Lyriker aus dem In- und Ausland an verschiedenen Veranstaltungsorten zusammen.

## Kuratoren und Organisation
- Siljarosa Schletterer, Robert Renk, Gabi Wild
- Vereine: 8ung Kultur & Literaturhaus am Inn
- Kooperationen mit anderen Kultureinrichtungen und Festivals